# Jaroslav Hřebík
Jaroslav Hřebík (* 16. prosince 1948, Benešov) je bývalý český fotbalový útočník a pozdější trenér. V minulosti působil na pozici ředitele úseku mládeže AC Sparty Praha.

## Fotbalová kariéra
V československé lize hrál za například za Duklu Praha a Škoda Plzeň. Nastoupil ve 22 ligových utkáních a dal 3 góly. V nižších soutěžích hrál i za Viktorii Žižkov, Spartak BS Vlašim, ČSAD Benešov a TJ SEPAP Jílové.

## Ligová bilance
| Ročník                                   | Zápasy | Góly | Klub           |
| ---------------------------------------- | ------ | ---- | -------------- |
| 1. československá fotbalová liga 1973/74 | 1      | 0    | Dukla Praha    |
| 1. československá fotbalová liga 1975/76 | 16     | 2    | TJ Škoda Plzeň |
| 1. československá fotbalová liga 1976/77 | 5      | 1    | TJ Škoda Plzeň |
| CELKEM 1. liga                           | 22     | 3    |                |

## Trenérská kariéra
Svou trenérskou kariéru začal v roce 1983 v Benešově. Poté trénoval mimo jiné v SK Slavia Praha, jeho nejúspěšnějším angažmá je ale trénování Sparty Praha v roce 2001, se kterou zazářil v Lize mistrů, ale po neúspěších v domácí soutěži byl 6 kol před koncem odvolán. Následně byl rok a půl bez práce, než přijal nabídku Dynama Moskva, odkud byl v červenci 2004 odvolán. V prosinci téhož roku se nečekaně vrátil zpět do Sparty a k nelibosti některých fanoušků vystřídal oblíbeného Františka Straku. 3. října 2005 byl Hřebík po vzájemné dohodě s vedením klubu odvolán. Důvodem byly dlouhodobé neuspokojivé výsledky mužstva.
Od roku 2008 byl trenérem české fotbalové reprezentace do 18 a 19 let. V létě 2011 s výběrem do devatenácti let získal stříbrné medaile na mistrovství Evropy po finálové porážce 2:3 po prodloužení se Španělskem.
14. prosince 2011 nastoupil do funkce generálního sportovního manažera AC Sparta Praha, kde vystřídal ve funkci Jozefa Chovance.